# Santa María Chiquimula
Santa María Chiquimula est une ville du Guatemala dans le département de Totonicapán.
En 2020, elle compte 58 856 habitants.

## Histoire
En 1820, à la fin de la colonie espagnole, une rébellion indigène dirigée par Atanasio Tzul surgit dans cette ville à cause des impôts excessifs des autorités civiles et ecclésiastiques de la couronne espagnole, mais elle fut réprimée par des miliciens créoles, dont beaucoup étaient originaires d'Écija.
Après l'indépendance de l'Amérique centrale en 1838, Santa María passa à l'État de Los Altos, qui fut approuvé par le Congrès de la République fédérale d'Amérique centrale la même année. Dans le nouvel État, il y avait des révoltes paysannes constantes et des tensions avec Le Guatemala, jusqu'à ce que les hostilités éclatent en 1840, et que le général métis conservateur Rafael Carrera non seulement récupère la région pour le Guatemala, mais bat également de manière décisive le président de la République fédérale d'Amérique centrale, le général libéral hondurien Francisco Morazán à Guatemala City, après quoi ce dernier envahit le Guatemala pour tenter de venger les libéraux de Los Altos.
Le 12 août 1872, alors que la Révolution libérale de 1871 avait déjà triomphé six ans après la mort du général Carrera, le gouvernement de facto du président provisoire Miguel García Granados créa le nouveau département de Quiché, prenant une grande partie des vastes territoires de Totonicapan/Huehuetenango et Sololá/Suchitepéquez ; À partir de ce moment, Santa María Chiquimula fait partie du département de Totonicapán.
La municipalité dispose d'installations sportives modernes. Elle célèbre sa fête titulaire le 15 janvier de chaque année en l'honneur de son saint patron, le Christ noir d'Esquipulas.